# Gender Bender (The X-Files)
«Gender Bender»  es el decimocuarto episodio de la primera temporada de la serie de televisión de ciencia ficción estadounidense The X-Files. Estrenado en la cadena Fox el 21 de enero de 1994, fue escrito por Larry y Paul Barber, dirigido por Rob Bowman, y contó con una aparición especial de Nicholas Lea, quien luego aparecería en el papel recurrente de Alex Krycek. El episodio es una historia del «monstruo de la semana», una trama independiente que no está relacionada con la mitología general de la serie.
El programa se centra en los agentes especiales del FBI Fox Mulder (David Duchovny) y Dana Scully (Gillian Anderson) que trabajan en casos vinculados a lo paranormal, llamado expedientes X. En este episodio, Mulder y Scully comienzan a investigar una serie de asesinatos después de encuentros sexuales. Los dos pronto descubren que un miembro de una secta religiosa que vive en Massachusetts puede ser el responsable, y puede que no sea un ser humano.
El episodio se inspiró en el deseo del productor Glen Morgan de «un episodio con un toque más sexy»; a los escritores les resultó difícil escribir una historia que mostrara el sexo como algo aterrador y también introdujera una comunidad similar a la de los amish. Aproximadamente 6,8 millones de hogares vieron «Gender Bender» en su transmisión inicial. Posteriormente, el episodio se encontró con respuestas críticas mixtas, enfrentando críticas por su abrupto final deus ex machina. El análisis académico del episodio lo colocó dentro de una tradición de ciencia ficción que atribuye un elemento poderoso y sobrenatural al contacto físico con extraterrestres. También se ha visto como un reflejo de la ansiedad sobre los roles de género emergentes en la década de 1990.

## Argumento
En un club, una mujer joven, Marty (Kate Twa), seduce a un joven para sexo casual. El hombre muere después y Marty sale de la habitación como un hombre (Peter Stebbings). Los agentes del FBI Fox Mulder (David Duchovny) y Dana Scully (Gillian Anderson) son llamados a la escena; Mulder cree que la muerte del hombre fue causada por una dosis fatal de feromonas. También hay ambigüedad en asesinatos similares en cuanto al sexo del asesino. La evidencia de la escena del crimen lleva al dúo a una comunidad similar a los Amish en Steveston, Massachusetts, a la que Mulder llama los Kindred.
Mulder se acerca a algunos de los Kindred, solo para ser rechazado. Mientras tanto, Scully se hace amiga de un miembro, el hermano Andrew (Brent Hinkley), que se muestra reacio a hablar. Mientras le da la mano, Scully parece fascinada, no reacciona hasta que Mulder capta su atención. Los agentes visitan la comunidad remota de los Kindred, donde se les pide que entreguen sus armas antes de ingresar. Mulder y Scully son invitados a cenar. Cuando los Kindred se niegan a permitir que Scully trate al Hermano Aaron, un participante enfermo en la mesa, el Hermano Andrew declara que los Kindred se encargan de los suyos. Mientras tanto, en otra discoteca, un hombre convence a una chica para que baile con él tocándole la mano.
Cuando los Kindred escoltan a los agentes fuera del pueblo, Mulder comenta sobre la ausencia de niños en la comunidad y afirma que reconoce algunos de los rostros de fotografías tomadas en la década de 1930. Curioso, regresa a la aldea esa noche y escucha cánticos mientras una procesión de los Kindred se traslada a un granero. Scully es guiada por el hermano Andrew, quien dice poder darle información sobre el asesino, a quien llama hermano Martin. Abajo, en el granero, se puede ver al grupo bañando el cuerpo del hermano Aaron en arcilla acuosa. Mulder se esconde en una grieta, donde descubre que el hombre enfermo fue enterrado vivo y comenzó a adquirir rasgos femeninos. Mientras tanto, el hermano Andrew usa su poder para seducir a Scully. Ella no puede resistirse y está a punto de sucumbir antes de que Mulder acuda en su ayuda. Los agentes son nuevamente escoltados fuera del pueblo.
Otro hombre, Michel (Nicholas Lea), está teniendo sexo con la forma femenina del hermano Martin en un automóvil estacionado antes de que un oficial de patrulla los interrumpa. Cuando Michel de repente comienza a tener arcadas, el oficial es atacado por el hermano Martin, quien se convierte en un hombre y escapa. En el hospital, Michel les revela de mala gana a Mulder y Scully que cuando miró fuera del auto, la chica con la que estaba «parecía un hombre». Los agentes son alertados sobre actividad en la tarjeta de crédito de una víctima anterior, que fue robada por el hermano Martin. Los agentes persiguen al hermano Martin hasta un callejón, solo para que los Kindred aparezcan y se lo lleven. A la mañana siguiente, los agentes regresan a la vivienda de los Kindred, que ahora parece desierta. Los túneles están completamente bloqueados con arcilla blanca. Mulder y Scully caminan hacia el campo cercano donde encuentran un gran círculo de cultivo, lo que sugiere que los Kindred son extraterrestres.

## Producción
Mientras discutía los orígenes de la entrega, el productor Glen Morgan dijo que «quería un episodio con un toque más sexy». Resultó difícil retratar el sexo como algo convincente y aterrador, lo que hizo que los productores introdujeran el concepto de «gente como los Amish que son de otro planeta». «Gender Bender» fue escrito por los escritores independientes Larry y Paul Barber, cuyo borrador inicial se centró en gran medida en el contraste entre la comunidad agrícola de los Kindred y una versión de la vida urbana «con connotaciones muy sexuales», influenciada por las obras del artista suizo H. R. Giger. Este guion pasó por varias reescrituras durante el proceso de desarrollo, incluida la eliminación de una escena en la que la entrepierna de alguien se pudre, para abordar las preocupaciones sobre el contenido del episodio. Los cánticos pronunciados por los Kindred no estaban en el guion entregado por Barber; fueron agregados más tarde por el productor Paul Rabwin.

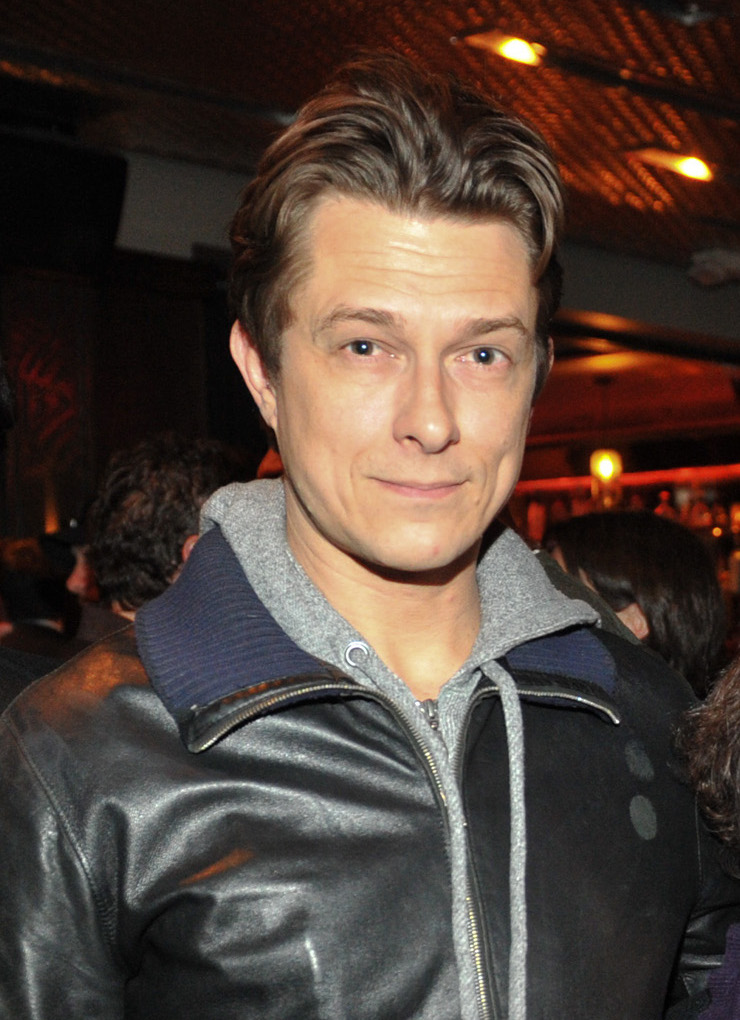
Peter Stebbings fue elegido debido a su similitud con la actriz Kate Twa; ambos interpretaron versiones del mismo personaje.

El personaje de Marty fue interpretado por dos actores: Kate Twa interpreta su forma femenina y Peter Stebbings la masculina. Twa fue la primera de los dos en ser elegida, lo que llevó al productor R. W. Goodwin a basar el casting de Stebbings principalmente en su «gran parecido» con la actriz. Esta semejanza se aprovechó en una escena que mostraba a Twa transformándose en Stebbings; Goodwin sintió que los dos actores eran demasiado similares para que el efecto fuera evidente, «eliminando la energía del momento». Nicholas Lea, quien interpretó a una posible víctima en el episodio, regresó a la serie en un papel recurrente como Alex Krycek, comenzando con «Sleepless» de la segunda temporada. Twa también regresó esa temporada, interpretando a un ex colega de Scully en «Soft Light».
«Gender Bender» marcó el debut como director de Rob Bowman en la serie; se convirtió en uno de los directores más prolíficos de la serie, incluso dirigió la adaptación cinematográfica de 1998, The X-Files: Fight the Future. A Bowman le resultó difícil trabajar en «Gender Bender»; el guion inicialmente pedía que la luz de una linterna iluminara varias escenas, pero se descubrió que esto no era viable. Además, un decorado interior construido para representar las catacumbas debajo del granero de los Kindred era tan complicado de filmar que se requirió una segunda unidad para volver a filmar un gran grado de cobertura de la cámara. Esta necesidad de metraje adicional requirió un día adicional de filmación para escenas con Duchovny.
Las tomas exteriores de la aldea habitada por los Kindred fueron filmadas en una granja preservada de la década de 1890 en Langley, Columbia Británica, mientras que los decorados interiores se construyeron en un escenario de sonido. El pequeño pueblo visitado por los agentes fue filmado en Steveston, Columbia Británica, un lugar que se volvió a visitar para filmar el episodio de la primera temporada «Miracle Man». La música utilizada en las escenas de clubes nocturnos del episodio fue reciclada del trabajo anterior del compositor Mark Snow en la película para televisión In the Line of Duty: Street War.

## Temas
Se ha interpretado que «Gender Bender» representa las ansiedades sexuales contemporáneas de una manera figurada, combinando la seducción con la abducción extraterrestre. M. Keith Booker ha descrito el cambio de forma de los Kindred como representativo de las ansiedades sexuales contemporáneas causadas por los cambiantes roles de género de la década, junto con «un miedo básico al contacto sexual». Antonio Ballesteros González declaró que el episodio es representativo de la exploración de la serie de la seducción y el secuestro, señalando que «ambos son vistos como parte de la agresión sexual», describiendo además al villano del episodio representando «el miedo al sexo y la reproducción». La naturaleza letal del toque de los Kindred fue citada como una representación de la potencia de su represión sexual; y se ha situado dentro de una tradición de ciencia ficción que representa a los extraterrestres o forasteros con un toque potente, junto con representaciones similares en las películas Communion y E.T., y la novela The Puppet Masters.

## Recepción

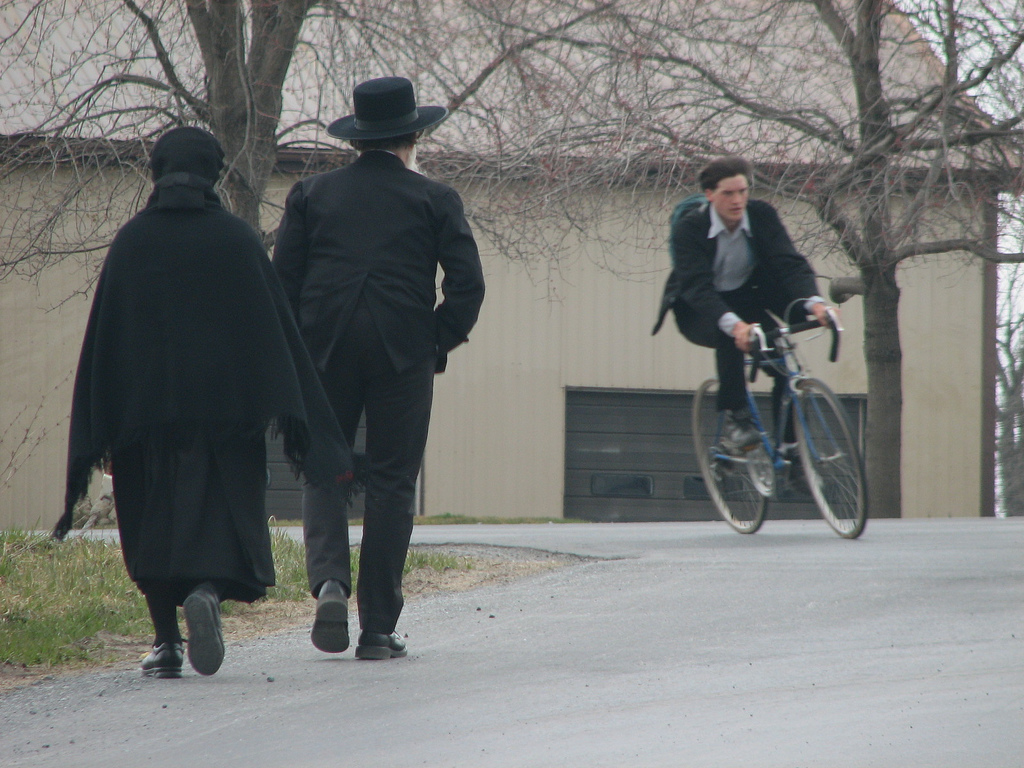
Cuando se le preguntó acerca de las similitudes entre los Kindred y los Amish, Chris Carter dijo que «no ven televisión, así que no me preocupé».

«Gender Bender» se emitió originalmente en la cadena Fox el 21 de enero de 1994. El episodio obtuvo una calificación  Nielsen de 7,2, con una participación de 12. Fue visto por 6,8 millones de hogares y 11,1 millones de espectadores, lo que significa que aproximadamente el 7,2 por ciento de todos los hogares equipados con televisión y el 12 por ciento de los hogares que miran televisión estaban sintonizados en el episodio.
«Gender Bender» recibió críticas mixtas a positivas de los críticos. Matt Haigh, escribiendo para Den of Geek, dio una reseña positiva de «Gender Bender», sintiendo que era «una idea original y agradablemente refrescante», con escenarios «sorprendentemente atmosféricos» y villanos «impresionantemente espeluznantes». Zack Handlen, escribiendo para The A.V. Club, elogió el episodio, otorgándole una «A». En su opinión, la trama era «una mezcla perfecta de teoría científica, rumor sin fundamento y efectos visuales memorables». Handlen sintió que el episodio representaba la trama ideal para The X-Files, presentando a alguien interactuando brevemente con fenómenos sobrenaturales sin saber nunca la verdad de su experiencia. Anna Johns, que escribe para TV Squad, se mostró positiva hacia el episodio. Johns dijo que «le encantó totalmente».
En una retrospectiva de la primera temporada de Entertainment Weekly, «Gender Bender» fue calificado como «B-», siendo descrito como una «idea inteligente» que fue «socavada por un montón de preguntas». Robert Shearman y Lars Pearson, en su libro Wanting to Believe: A Critical Guide to The X-Files, Millennium & The Lone Gunmen, calificaron a «Gender Bender» con una estrella y media de cinco, y escribieron que «termina... totalmente cliché». Shearman sintió que la dirección de Bowman, y el contraste entre la vida nocturna «decadente» y la «moderación y negación» de los Kindred, fueron los aspectos más destacados del episodio. También consideró que abordó sus temas de forma demasiado conservadora y dócil, dejando un resultado final «aburrido». En su libro The Nitpicker's Guide for X-Philes, el autor Phil Farrand destacó varias inconsistencias en el episodio, centrándose en la naturaleza inverosímil del final. Farrand cita la mención de las feromonas de los Kindred que contienen ADN humano y su uso del idioma inglés cuando están en privado como elementos que parecen incongruentes para una raza extraterrestre.
El episodio enfrentó críticas del equipo por su abrupto final usando un deus ex machina para indicar que los Kindred pueden haber sido extraterrestres. El productor James Wong sintió que el final del episodio parecía demasiado abrupto e inesperado, y lo describió como «como si tratáramos de hacerle una broma a la audiencia para hacerles decir “Oh, ¿qué rayos fue eso?”». Agregó que la falta de una conexión real con la trama del episodio significó que la revelación perdió cualquier sentido de catarsis para el espectador. Morgan dijo que el episodio «fue demasiado lejos. ¿En qué punto nos volvímos increíbles?». Cuando se le preguntó sobre la similitud entre los Kindred y los Amish, el creador de la serie Chris Carter señaló que «ellos [los Amish] no ven televisión, así que no me preocupé».